# Distrisoft
 (décembre 2012).
Si vous disposez d'ouvrages ou d'articles de référence ou si vous connaissez des sites web de qualité traitant du thème abordé ici, merci de compléter l'article en donnant les références utiles à sa vérifiabilité et en les liant à la section « Notes et références ».
Distrisoft est le grossiste leader de la distribution de matériels, logiciels et services à valeur ajoutée informatiques et télécoms au Maroc.

## Actionnariat
| Actionnaire               | %     |
| ------------------------- | ----- |
| Flottant en bourse        | 19,70 |
| Najib Hakim Belmaâchi     | 18,10 |
| Karim Radi Benjelloun     | 18,10 |
| Millenium Ventures        | 15,93 |
| CNIA SAADA Assurance      | 11,41 |
| RMA Watanya               | 10,00 |
| Hakam Abdellatif Finances | 5,03  |
| Said Rkaibi               | 1,30  |
| Personnel                 | 0,43  |